# Instrument chirurgical

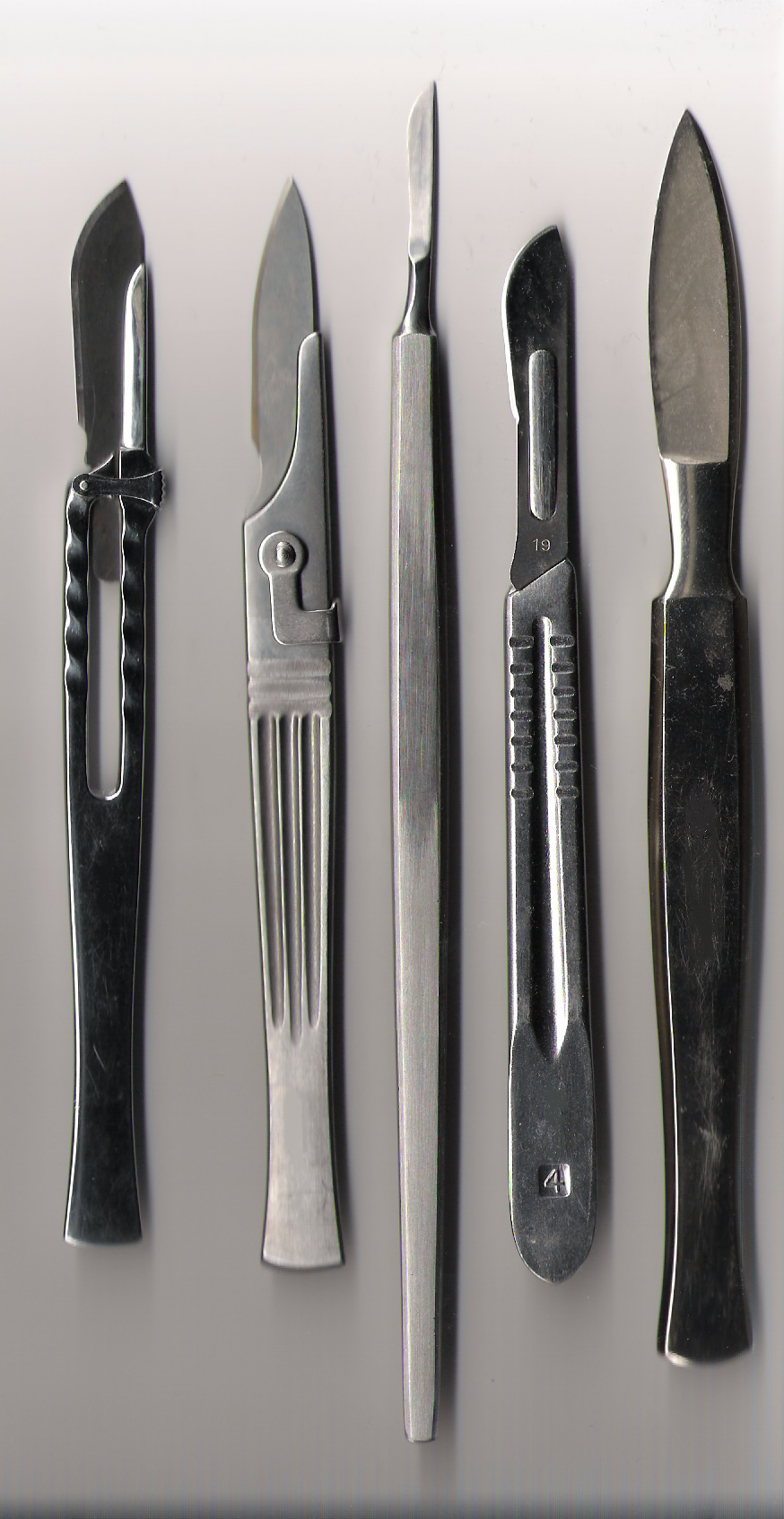
Différents bistouris.

Un instrument chirurgical est un outil ou un appareil spécialement conçu pour réaliser les actions spécifiques liées à une opération chirurgicale, telles que modifier des tissus biologiques ou fournir une manière de les visualiser. Il existe de nombreux instruments chirurgicaux, certains étant d'utilisation tout à fait générale, d'autres très spécifiques.

## Histoire

### Préhistoire
Les instruments chirurgicaux existent depuis les temps préhistoriques. Des outils de craniotomie ont ainsi été découverts dans de nombreux sites datant du néolithique. Il est souvent considéré qu'ils étaient utilisés par les guérisseurs et sorciers pour libérer les mauvais esprits et soulager les maux ou les blessures de tête. 

### Antiquité
En Inde, les chirurgiens et médecins ont utilisé des instruments chirurgicaux sophistiqués depuis l'Antiquité. Sushruta (aux alentours de 500 av. J.-C.), connu comme le « père de la chirurgie », a probablement été le chirurgien le plus important de l'Antiquité. Dans l'ouvrage collectif Sushruta Samhita, il y décrit plus de 120 instruments chirurgicaux, 300 interventions et y réalise une classification en huit catégories de la chirurgie humaine. 
Toujours dans l'Antiquité, les chirurgiens et médecins grecs et romains ont réalisé de nombreux instruments en bronze, fer et argent tels que des scalpels, curettes, lancettes, pinces, spéculums, perceuses, cathéters, dilatateurs, tubes et couteaux chirurgicaux, qui sont actuellement conservés en bon état dans les musées de médecine du monde entier. La plupart de ces instruments ont continué à être utilisés au Moyen Âge bien qu'avec de meilleures techniques de fabrication.

### Moyen Âge

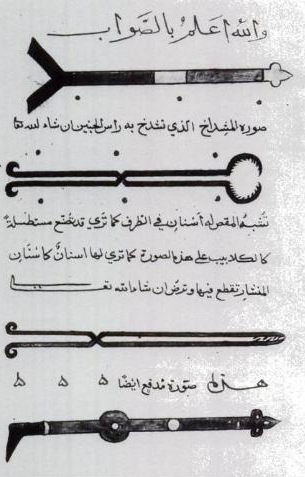
Illustration d'instruments chirurgicaux dans l’encyclopédie médicale du XI du médecin musulman médiéval Abulcasis : Kitab al-Tasrif.

Un des personnages ayant joué un rôle clé dans le progrès des instruments chirurgicaux est Abu al-Qasim al-Zahrawi (connu en Occident en tant que Abulcasis) considéré comme le « père de la chirurgie moderne », notamment pour son encyclopédie Kitab al-Tasrif (écrite vers 1000 apr. J.-C.). Al- Tasrif rend compte d'une expérience accumulée pendant 50 ans de pratique de la médecine et se termine par un traité qui présente la collection d'instruments de Abulcasis, comprenant plus de 200 pièces.

## Type d'instruments chirurgicaux
- Bistouri
- Microkératome
- Punch
- Trocart